# Centro Ramón Piñeiro para a Investigación en Humanidades

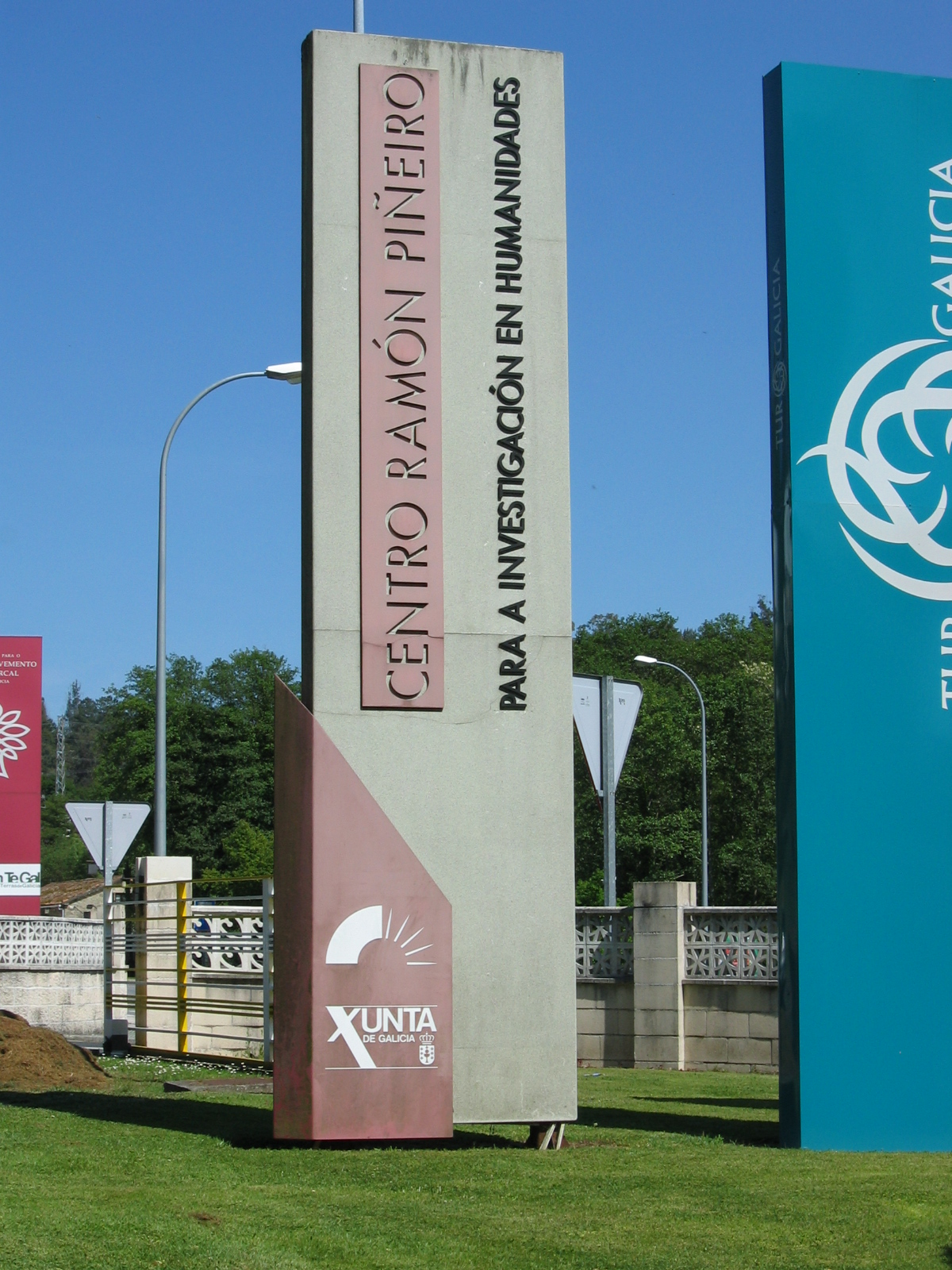
Centro Ramón Piñeiro para a Investigación en Humanidades.

El Centro Ramón Piñeiro para a Investigación en Humanidades (CIRP) és una institució pública dedicada a la investigació i el foment de la llengua i cultura gallega fundada el 1993 amb el nom de l'escriptor i polític gallec Ramón Piñeiro López. És un organisme que depèn de la Consellería de Educación e Ordenación Universitaria de la Xunta de Galícia. La seva seu està situada a la carretera de Santiago de Compostel·la a Noia (La Corunya), al mateix recinte que l'Escola Superior d'Hostaleria de Galícia i la Sociedade para o Desenvolvemento Comarcal de Galicia.